# Ja'Tyre Carter
Ja'Tyre Carter (White Castle, Luisiana, 15 de enero de 1999) es un jugador profesional estadounidense de fútbol americano que se desempeña en la posición de lineman en Chicago Bears, equipo de la National Football League (NFL).

## Carrera
Fue seleccionado en la séptima ronda en la Reunión Anual de Selección de Jugadores de la NFL de 2022. Hizo su debut profesional con el equipo Chicago Bears, donde lleva jugando dos temporadas.